# Arias Alveiro
Arias Alveiro es un deportista venezolano que compitió en taekwondo. Ganó una medalla de plata en el Campeonato Panamericano de Taekwondo de 1996 en la categoría de –76 kg.

## Palmarés internacional
| Campeonato Panamericano | Campeonato Panamericano | Campeonato Panamericano | Campeonato Panamericano |
| Año                     | Lugar                   | Medalla                 | Categoría               |
| ----------------------- | ----------------------- | ----------------------- | ----------------------- |
| 1996                    | La Habana (Cuba)        | Medalla de plata        | –76 kg                  |